# أرنالدو بونفانتي
أرنالدو بونفانتي (بالإيطالية: Arnaldo Bonfanti)‏ هو لاعب كرة قدم إيطالي في مركز الدفاع، ولد في 18 مارس 1978 في منزة في إيطاليا. لعب مع أتالانتا ونادي بيرغوليتزي 1932 ونادي ريجيانا 1919 ونادي كييتي كالسيو الرياضي ونادي ليكو ونادي نوفارا.